# Symfonie nr. 59 (Haydn)
De Symfonie nr. 59 is een symfonie van Joseph Haydn, gecomponeerd voor 1769. De symfonie heeft als bijnaamd de Vuursymfonie (Duits: Feuer-Sinfonie). Lange tijd werd gedacht dat die bijnaam sloeg op het vurige en opzwepende karakter van de symfonie (voornamelijk het eerste deel), maar dat is incorrect. Verscheidene delen werden namelijk gebruikt om het toneelstuk Der Feuersbrunst van Gustav Friedrich Wilhelm Großmann in 1774 of 1778 te begeleiden.

## Bezetting
- 2 hobo's
- 1 fagot
- 2 hoorns
- Strijkers
- Klavecimbel

## Delen
Het werk bestaat uit vier delen:
1. Presto
2. Andante
3. Menuetto en trio
4. Finale: Allegro

1 · 2 · 3 · 4 · 5 · 6 (Le Matin) · 7 (Le Midi) · 8 (Le Soir) · 9 · 10 · 11 · 12 · 13 · 14 · 15 · 16 · 17 · 18 · 19 · 20 · 21 · 22 (De Filosoof) · 23 · 24 · 25 · 26 (Lamentatione) · 27 · 28 · 29 · 30 (Halleluja) · 31 (Hoornsignaal) · 32 · 33 · 34 · 35 · 36 · 37 · 38 (Echo) · 39 · 40 · 41 · 42 · 43 (Mercurius) · 44 (Treursymfonie) · 45 (Afscheidssymfonie) · 46 · 47 (Palindroom) · 48 (Maria Theresia) · 49 (La Passione) · 50 · 51 · 52 · 53 (L'Impériale) · 54 · 55 (De schoolmeester) · 56 · 57 · 58 · 59 (Vuursymfonie) · 60 (Il distratto) · 61 · 62 · 63 (La Roxelane) · 64 (Tempora mutantur) · 65 · 66 · 67 · 68 · 69 (Laudon) · 70 · 71 · 72 · 73 (La chasse) · 74 · 75 · 76 · 77 · 78 · 79 · 80 · 81

88 · 89 · 90 · 91 · 92 (Oxford)

- Bibliothèque nationale de France: cb13913315x (data)
- Gemeinsame Normdatei: 300070306
- Library of Congress Control Number: no92006415
- MusicBrainz work: e2cdc37c-bfb2-4115-a812-46bad52b82ac
- Nationale Bibliotheek van Israël: 987007431739505171
- Virtual International Authority File: 182052241